# Bamboo (gruppo musicale)
Bamboo è una band filippina di genere alternative rock, fondata nel 2003 da Bamboo Mañalac.

## Discografia
- As the Music Plays (2004) - doppio disco di platino
- Light Peace Love (2005) - disco d'oro
- We Stand Alone Together (2007) - disco d'oro
- Tomorrow Becomes Yesterday (2008) - disco di platino